# Люк-Адольф Тіао
Люк-Адольф Тіао (фр. Luc-Adolphe Tiao; нар. 4 червня 1954) — політик, дипломат і журналіст Буркіна-Фасо, прем'єр-міністр країни з 18 квітня 2011 року.
Президент Блез Компаоре призначив Тіао на пост голови уряду після протестів студентів, військовиків та поліцейських. До призначення займав пост посла у Франції (з вересня 2008 року). Раніше був редактором кількох газет і генеральним секретарем міністерства культури й комунікацій (1990–1992).